# تک‌سوهانکی‌ها
تک‌سوهانکی‌ها (نام علمی: Fulgoraria) نام یک سرده از زیرخانواده طوماری‌های تک‌سوهانکی است.